# 南海通記
『南海通記』（なんかいつうき）は、香西成資が四国（南海道）の中世史について記した通史。享保3年（1718年）刊行。
香西成資が寛文3年（1663年）に著した『南海治乱記』を補訂し改めて世に出したもので、21巻からなる。著者自筆による書写本が現在白峯寺（香川県坂出市）に現存している。
なお、序文は竹田定直（藩校修猷館（東学問稽古所）初代総受持（館長）竹田定良の祖父）が記す。